# Caballococha
Caballococha ist die Hauptstadt der Provinz Mariscal Ramón Castilla in der Region Loreto im Nordosten von Peru. Die Stadt ist auch Verwaltungssitz des Distrikts Ramón Castilla. Die Stadt hatte beim Zensus 2017 9051 Einwohner, 10 Jahre zuvor lag die Einwohnerzahl bei 7885.
Die Stadt Caballococha liegt auf einer Höhe von 75 m im peruanischen Amazonastiefland 1,3 km vom südlichen Flussufer des Amazonas entfernt. Am gegenüberliegenden Amazonas-Flussufer befindet sich Kolumbien. Die Regionshauptstadt Iquitos liegt 300 km westlich von Caballococha.  